# Vrelo života
Vrelo života je fontana koju je izradio Ivan Meštrović. Izrada je naručena 1906. godine za palaču Karla Wittgensteina u bečkom predjelu Alleegasse. Godine 1908. fontana je izložena na 30. izložbi Secesije u Beču te naišla na izuzetno dobar odjek i među posjetiteljima i među kritičarima.
Fontana je prvotno bila smještena u atriju palače Wittgenstein prije Drugog svjetskog rata. Tijekom rata, palača je pretrpjela teška razaranja zbog bombardiranja, ali na sreću, fontana je ostala netaknuta.
Općina Drniš je još početkom prošlog stoljeća bila u pregovorima s Meštrovićem oko izrade gradske fontane, no nikada se nisu pronašla dovoljna sredstva za realizaciju ovog plana. Meštrović se toga sjetio nakon rata kada su, zajedno s nekim drugim sačuvanim umjetničkim djelima, fontanu stavili na licitaciju članovi obitelji Wittgenstein u Beču, te ju je 1955. godine otkupio.
Meštrović je izrazio želju da jedno od njegovih prvih djela pronađe svoje mjesto u njegovom rodnom kraju te da bude postavljeno na reprezentativnom mjestu u Drnišu. Zagrebački arhitekt Slavko Mihok razradio je projekt za monumentalno stubište koje povezuje drnišku Poljanu s gradskim parkom, smještajući 'Vrelo života' u središte stubišta prema Meštrovićevim preferencijama. Od 25. kolovoza 1957. godine, fontana 'Vrelo života' nalazi se u drniškom gradskom parku kao jedno od najvrjednijih djela Ivana Meštrovića postavljenih u njegovu rodnom kraju. Iz prepiske s Nikolom Adžijom i Narodnim Odborom Gradske općine saznajemo da je Meštrović ustupio 'Vrelo života' za istu svotu koju je on izdvojio za nju, 2 000 dolara, koje je Grad u nekoliko navrata uplatio za školovanje njegova sina Tvrtka u razdoblju od dvije godine.
Fontana je preživjela tri rata, no atmosferilije i učestalo vandaliziranje ozbiljno ugrožavaju ovo remek-djelo iz razdoblja Meštrovićevog ranog stvaralaštva. Stoga postoje planovi za njeno izmještanje u Muzej grada Drniša, dok bi u gradskom parku bila postavljena njena replika.

## Zanimljivost
Dugo se smatralo da je 'Vrelo života' izrađeno od belgijskog mramora, no ispitivanja provedena prilikom obnove fontane utvrdila su da je fontana izrađena od vapnenca tipa pekston.